# Oberelz
Oberelz ist eine Ortsgemeinde im Landkreis Vulkaneifel in Rheinland-Pfalz. Sie gehört der Verbandsgemeinde Kelberg an.

## Geographische Lage
Der Ort liegt in der Eifel.

## Bevölkerung
Die Entwicklung der Einwohnerzahl von Oberelz, die Werte von 1871 bis 1987 beruhen auf Volkszählungen:
| Jahr | Einwohner |
| 1815 | 138       |
| 1835 | 166       |
| 1871 | 169       |
| 1905 | 166       |
| 1939 | 158       |

| Jahr | Einwohner |
| 1950 | 150       |
| 1961 | 162       |
| 1970 | 162       |
| 1987 | 170       |
| 2005 | 131       |

## Politik

### Bürgermeister
Albert Grohnert ist Ortsbürgermeister von Oberelz.

### Wappen
Die Wappenbeschreibung lautet: „Von Gold vor Rot durch Wellenschnitt geteilt, vorn 7 (4:3) zu 2 Balken aneinandergereihte rote Rauten, hinten 3 (1:1:1) goldene Kugeln.“